# まごころ to you
『まごころ to you』（まごころトゥーユー）は、2013年11月20日にavex traxから発売されたDream5の初のオリジナルアルバム。

## 概要
- 現在の所、Dream5として最初で最後となる唯一のオリジナルアルバム。
- 今までリリースしたシングルから9曲と新曲6曲の全15曲で構成されている(「Like & Peace!」「キラキラ Every day」「Wake Me Up!」は未収録)。
- CD ONLY盤はボーナストラックとしてしげもん音頭（重本ことりのソロ曲）が収録されており全16曲となっている。
- 「CD+DVD盤(Music Video盤)」と「CD+DVD盤(LIVE盤)」と「CD ONLY盤」の3形態で発売された。
- 一部の曲はダンス担当の3人も歌っている。

## 収録曲

### CD
1. We are Dreamer [4:18]
作詞：Jam9、作曲：Jam9 & ArmySlick、編曲：ArmySlick
11thシングル。
2. みんなで手をつなごう [4:55]
作詞：森月キャス、作曲：大西克巳、編曲：日比野裕史
PVロケ地に神奈川県横浜市のみなとみらい周辺が使われている。
3. ドレミファソライロ [3:30]
作詞：leonn、作曲・編曲：日比野裕史
9thシングル。「COME ON!/ドレミファソライロ」の2曲目に収録。
4. きっとずっとHappy! [3:49]
作詞：leonn、作曲・編曲：日比野裕史
5. COME ON! [4:36]
作詞：leonn、桑谷実沙、作曲：桑谷実沙、編曲：ats-
9thシングル。
6. じゃんけんPON! [3:47]
作詞：leonn、作曲：松田純一、編曲：渡辺徹
7. シェキメキ! [4:24]
作詞：leonn、作曲・編曲：渡辺徹・清水武仁
8thシングル。
8. Go my way! [4:53]
作詞：森月キャス、作曲・編曲：大西克巳
9. Never give up! [4:53]
作詞：森月キャス、作曲：Cube Juice、編曲：baker
10. I★my★me★mine [4:01]
作詞：leonn、作曲：松田純一、編曲：日比野裕史
6thシングル。
11. READY GO!! [4:09]
作詞：桑谷実沙・leonn、作曲：桑谷実沙、編曲：渡辺徹
7thシングル。
12. Hop! Step! ダンス↑↑ [4:33]
作詞：leonn、作曲：日比野裕史、編曲：渡辺徹
10thシングル。
13. パラリルラ♪ [3:04]
作詞：leonn、作曲・編曲：日比野裕史
11thシングルのカップリング。10thシングル「Hop! Step! ダンス↑↑」の3曲目にボーナストラックとしてショートバージョンが収録。
14. EZ DO DANCE [4:24]
作詞・作曲：小室哲哉、編曲：渡辺徹
6thシングル。「I★my★me★mine/EZ DO DANCE」の2曲目に収録。
15. 夜空をこえて [4:12]
作詞・作曲：栗原暁 (Jazzin' park)、編曲：栗原暁、久保田真悟 (Jazzin' park)
16. しげもん音頭 [1:18]
作詞・作曲：Lauren Kaori、家原正樹、編曲：家原正樹
ボーナストラック。CD ONLY盤のみ収録。

### DVD(Music Video盤)
1. We are Dreamer (Music Video)
2. みんなで手をつなごう (Music Video)
3. ドレミファソライロ (Music Video)
4. COME ON! (Music Video)
5. シェキメキ! (Music Video)
6. I★my★me★mine (Music Video)
7. READY GO!! (Music Video)
8. Hop! Step! ダンス↑↑ (Music Video)
9. パラリルラ♪ (振りビデオ)
10. EZ DO DANCE (Music Video)
11. Music Video Digest (特典映像)

### DVD(LIVE盤)
『根こそぎいただきLIVE 〜4年目だけど初ワンマン!?COME ON!〜 2013.4.5Mt.RAINIER HALL SHIBUYA PLEASURE PLEASUREE』
1. EZ DO DANCE
2. COME ON!
3. READY GO!!
4. メドレー(Like & Peace!〜キラキラ Every day〜I★my★me★mine)
5. ドレミファソライロ
6. ダンスパフォーマンスPart2〜3
7. Hop! Step! ダンス↑↑
8. I don't obey 〜僕らのプライド〜
9. シェキメキ!
10. CRAZY GONNA CRAZY (ENCORE)
11. ありがとう 〜君に届けたいMelody〜 (ENCORE)
12. 僕らのナツ!! (ENCORE)